# Melissa Joan Hart
Melissa Joan Hart (sinh ngày 18 tháng 4 năm 1976) là nữ diễn viên kiêm đạo diễn và nhà sản xuất truyền hình người Mỹ. Cô bắt đầu nghiệp diễn xuất từ năm 4 tuổi bằng nhiều chương trình quảng cáo và xuất hiện trong các chương trình truyền hình nổi bật, trong đó có Kane & Abel (1985), The Equalizer và Christmas Snow (1986). Cô nhận vai chính trong loạt chương trình hài kịch Clarissa Explains It All (1991) của đài Nickelodeon, với 4 mùa kéo dài. Loạt chương trình đạt thành công về tỉ lệ người xem, giúp Hart sau đó tham gia vào trò chơi Director's Lab của đài Nickelodeon, tập phim hậu truyện của chương trình, giành 3 trong số 4 đề cử giải Young Artist Award và thu âm hai album phòng thu.
Hart dừng việc học tại Trường Đại học New York để vào vai Sabrina trong bộ phim dành cho truyền hình, Sabrina the Teenage Witch và loạt chương trình truyền hình hài kịch tình huống cùng tên được trình chiếu trên đài ABC và The WB vào năm 1996. Loạt chương trình thu hút tỉ lệ người xem cao và kéo dài suốt 7 mùa cho đến năm 2003, với một phiên bản hoạt hình phát hành năm 2013 do Ashley Tisdale thủ vai chính. Hart cùng bạn diễn Adrian Grenier từng xuất hiện trong video âm nhạc "(You Drive Me) Crazy" được phối lại của Britney Spears nhằm quảng bá cho bộ phim lãng mạn hài hước Drive Me Crazy (1999). Cô lần đầu đạo diễn trong Mute (2005), tham gia làm khách mời loạt phim Law & Order: Special Victims Unit (2007), nhận vai chính trong bộ phim điện ảnh dành cho truyền hình đạt tỉ lệ người xem cao, Holiday in Handcuffs (2007) và cuộc thi Dancing with the Stars mùa thứ 9 (2009). Hart nhận vai chính và tham gia làm đạo diễn trong mùa phim thứ hai của loạt phim hài kịch tình huống gia đình Melissa & Joey (2010-2015).
Tháng 5 năm 2009, Hart điều hành cửa hàng kẹo SweetHarts tại Sherman Oaks, California. Cửa hàng bị đóng cửa vào tháng 12 năm 2011 bởi những cáo buộc có liên quan đến việc chấm dứt hợp đồng sai quy cách và phân biệt chủng tộc đối với một nhân viên cũ. Cửa hàng sau đó được mở cửa và sang lại cho một người chủ khác. Vào ngày 19 tháng 7 năm 2003, Hart kết hôn cùng nhạc sĩ Mark Wilkerson tại Florence, Ý, cùng lúc được ghi hình cho loạt chương trình tài liệu Tying the Knot do hãng sản xuất Hartbreak Films của chính cô thực hiện. Cả hai đã có ba người con trai: Mason Walter Wilkerson (tháng 1 năm 2006), Braydon "Brady" Hart Wilkerson (tháng 3 năm 2008) và Tucker McFadden Wilkerson (tháng 12 năm 2012). Braydon lần đầu được ra mắt công chúng cùng bố mẹ trên tờ People số ngày 7 tháng 4 năm 2008. Gia đình của cô hiện đang ngụ tại Westport, Connecticut. Cô công khai ủng hộ Đảng Cộng hòa khi tweet tán thành ứng cử viên Mitt Romney ngay trước Ngày bầu cử tổng thống Hoa Kỳ vào năm 2012, gây nên nhiều tranh cãi từ phía chính trị cánh tả và trở thành chủ đề nổi bật trên Twitter, thu hút hơn 15.000 lượt người theo dõi mới. Ngoài ra, cô từng đi thi Celebrity Wheel of Fortune của đài truyền hình ABC Hoa Kỳ vào năm 2021 và giành giải thưởng 1 triệu USD trong vòng đặc biệt, cô là người nổi tiếng đầu tiên và là người thứ tư trong lịch sử làm được điều này.

## Sự nghiệp diễn xuất
| Năm        | Tựa đề                            | Vai                                                            | Chú thích                                                                                          |
| ---------- | --------------------------------- | -------------------------------------------------------------- | -------------------------------------------------------------------------------------------------- |
| 1985       | ABC Weekend Special               | Cindy                                                          | Tập: "The Adventures of Con Sawyer and Hucklemary Finn"                                            |
| 1985       | Kane & Abel                       | Florentyna Rosnovski (7 tuổi)                                  | Được ghi nhận bằng tên Melissa Hart                                                                |
| 1986       | The Equalizer                     | Laura Moore                                                    | Tập: "Torn" (ghi nhận bằng tên Melissa Hart)                                                       |
| 1986       | Another World                     | Roller-Skater                                                  | Tập ngày 22 tháng 4                                                                                |
| 1991–94    | Clarissa Explains It All          | Clarissa Darling                                               | Vai chính (65 tập)                                                                                 |
| 1992       | Nick Arcade                       | Chính cô                                                       | |
| 1993       | Are You Afraid of the Dark?       | Daphne                                                         | Tập: "The Tale of the Frozen Ghost"                                                                |
| 1995       | Clarissa                          | Clarissa Darling                                               | Chỉ sản xuất 1 tập                                                                                 |
| 1995       | Touched by an Angel               | Claire Latham                                                  | Tập: "Angels on the Air"                                                                           |
| 1996       | Weinerville                       | Chính cô/ Subway Passenger                                     | Tập: "The Weinerville Election Special" "The Weinerville New Years Special: Lost In The Big Apple" |
| 1996– 2003 | Sabrina the Teenage Witch         | Sabrina Spellman                                               | Vai chính (163 tập); Sản xuất, đạo diễn                                                            |
| 1997       | Clueless                          | Sabrina Spellman                                               | Tập: Mr. Wright                                                                                    |
| 1997       | Boy Meets World                   | Sabrina Spellman                                               | Tập: "The Witches of Pennbrook"                                                                    |
| 1997       | You Wish                          | Sabrina Spellman                                               | Tập: "Genie Without a Cause"                                                                       |
| 1997       | Teen Angel                        | Sabrina Spellman                                               | Tập: "One Dog Night"                                                                               |
| 1998       | Superman: The Animated Series     | Saturn Girl / Irma Ardeen                                      | Lồng tiếng                                                                                         |
| 1999       | That '70s Show                    | Mary                                                           | Tập: "Eric gets Suspended"                                                                         |
| 1999– 2000 | Sabrina: The Animated Series      | Dì Hilda Spellman và dì Zelda Spellman                         | Lồng tiếng                                                                                         |
| 2000       | Just Shoot Me!                    | Krissy                                                         | Tập: "Fast Times at Finchmont High"                                                                |
| 2003       | The Jamie Kennedy Experiment      | Chính cô                                                       | Tập ngày 20 tháng 3                                                                                |
| 2004       | North Shore                       | Chính cô                                                       | Tập: "Secret Service"                                                                              |
| 2005, 2012 | Robot Chicken                     | Emily the Spy, Hilda Spellman và Sabrina Spellman (Lồng tiếng) | Tập: "Operation Rich in Spirit", "Executed by the State"                                           |
| 2006       | Justice League Unlimited          | Delia & Deidre Dennis / Dee Dee                                | Lồng tiếng                                                                                         |
| 2007       | Law & Order: Special Victims Unit | Sarah Trent                                                    | Tập: "Impulsive"                                                                                   |
| 2009       | Dancing With the Stars            | Chính cô                                                       | |
| 2010– 2015 | Melissa & Joey                    | Mel Burke                                                      | Vai chính Nhà sản xuất                                                                             |
| 2010       | When I Was 17                     | Chính cô                                                       | |
| 2014       | Motor City Masters                | Chính cô/khách mời                                             | Tập: "The Mother of All Design Challenges"                                                         |
| 2015       | The Mysteries of Laura            | K.C. Moss                                                      | Tập: "The Mystery of the Deceased Documentarian"                                                   |

| Năm  | Tựa đề                                     | Vai                                | Chú thích                                         |
| ---- | ------------------------------------------ | ---------------------------------- | ------------------------------------------------- |
| 1986 | Christmas Snow                             | Amy                                | Phim truyền hình (ghi nhận bằng tên Melissa Hart) |
| 1995 | Family Reunion: A Relative Nightmare       | Samantha                           | Phim truyền hình                                  |
| 1996 | Sabrina the Teenage Witch                  | Sabrina Sawyer                     | Pilot movie for TV series                         |
| 1996 | Twisted Desire                             | Jennifer Stanton                   | Phim truyền hình                                  |
| 1997 | The Right Connections                      | Melanie Cambridge                  | Phim truyền hình (ghi nhận bằng tên Melissa Hart) |
| 1997 | Two Came Back                              | Susan Clarkson                     | Phim truyền hình                                  |
| 1998 | Silencing Mary                             | Mary Stuartson                     | Phim truyền hình                                  |
| 1998 | Can't Hardly Wait                          | Vicki, Yearbook Girl               | Không ghi nhận                                    |
| 1998 | Sabrina Goes to Rome                       | Sabrina Spellman / Sophia          | Phim truyền hình                                  |
| 1999 | Drive Me Crazy                             | Nicole Maris                       |                                                   |
| 1999 | Love, American Style                       | Annabelle                          | Phim truyền hình, phần "Love In The Old South"    |
| 1999 | Sabrina, Down Under                        | Sabrina Spellman                   | Phim truyền hình                                  |
| 2000 | Santa Mouse and the Ratdeer                | Molly                              | Lồng tiếng                                        |
| 2000 | The Specials                               | Sunlight Grrrll                    |                                                   |
| 2000 | Batman Beyond: Return of the Joker         | Delia & Deidre Dennis / Dee Dee    | Lồng tiếng                                        |
| 2001 | Backflash                                  | C.J.                               | Direct-to-video                                   |
| 2001 | Recess: School's Out                       | Becky Detweiller                   | Lồng tiếng                                        |
| 2001 | The Voyage to Atlantis: The Lost Empire    | Chính cô                           | Short; spinoff of Atlantis: The Lost Empire       |
| 2001 | Not Another Teen Movie                     | Slow Clapper's Instructor/Chính cô | Không ghi nhận                                    |
| 2002 | Rent Control                               | Holly Washburn                     | Phim truyền hình                                  |
| 2002 | Hold On                                    | Chính cô                           | phim ngắn                                         |
| 2006 | Dirtbags                                   | Kate                               | Phim truyền hình                                  |
| 2006 | Jesus, Mary and Joey                       | Jackie                             |                                                   |
| 2007 | Holiday in Handcuffs                       | Trudie Chandler                    | Phim truyền hình                                  |
| 2008 | Whispers and Lies AKA Secrets of Pine Cove | Jill Roperson                      | Phim truyền hình                                  |
| 2009 | Nine Dead                                  | Kelly Murphy                       |                                                   |
| 2009 | My Fake Fiancé                             | Jennifer                           | Phim truyền hình                                  |
| 2011 | Satin                                      | Lauren Wells                       |                                                   |
| 2014 | Santa Con                                  | Rose DeMarco                       |                                                   |

| Năm  | Tựa đề                 | Vai              | Chú thích                                        |
| ---- | ---------------------- | ---------------- | ------------------------------------------------ |
| 1999 | "(You Drive Me) Crazy" | Britney Spears   | Bài hát xuất hiện trong nhạc phim Drive Me Crazy |
| 2007 | "I Get Money"          | 50 Cent          |                                                  |
| 2008 | "Anger Cage"           | Course of Nature | Đồng đạo diễn                                    |

## Giải thưởng
| Năm  | Giải               | Hạng mục                                                         | Work                                                  | Kết quả   | Ref.   |
| ---- | ------------------ | ---------------------------------------------------------------- | ----------------------------------------------------- | --------- | ------ |
| 1992 | Young Artist Award | Best Young Actress Starring in an Off-Prime Time or Cable Series | Clarissa Explains It All                              | Đoạt giải | [ 41 ] |
| 1993 | Young Artist Award | Best Young Actress Starring in a Cable Series                    | Clarissa Explains It All                              | Đoạt giải | [ 42 ] |
| 1994 | Young Artist Award | Best Youth Actress Leading Role in a Television Series           | Clarissa Explains It All                              | Đề cử     | [ 43 ] |
| 1995 | Young Artist Award | Best Youth Comedienne in a TV Show                               | Clarissa Explains It All                              | Đoạt giải | [ 44 ] |
| 1997 | Saturn Award       | Best Genre TV Actress                                            | Sabrina, the Teenage Witch                            | Đề cử     |        |
| 1997 | Young Artist Award | Best Performance in a TV Comedy: Leading Young Actress           | Sabrina, the Teenage Witch                            | Đoạt giải | [ 45 ] |
| 1997 | YoungStar Award    | Best Young Actress in a Comedy TV Series                         | Sabrina, the Teenage Witch                            | Đề cử     | [ 46 ] |
| 1998 | Kids' Choice Award | Favorite Television Actress                                      | Sabrina, the Teenage Witch                            | Đoạt giải | [ 47 ] |
| 1998 | Young Artist Award | Best Performance in a TV Comedy Series: Leading Young Performer  | Sabrina, the Teenage Witch                            | Đoạt giải | [ 48 ] |
| 1998 | Young Artist Award | Best Performance in a TV Movie or Feature Film: Young Ensemble   | The Right Connections                                 | Đoạt giải | [ 48 ] |
| 1999 | Kids' Choice Award | Favorite Television Actress                                      | Sabrina, the Teenage Witch                            | Đề cử     |        |
| 1999 | Teen Choice Award  | Choice TV Actress                                                | Sabrina, the Teenage Witch                            | Đề cử     |        |
| 2000 | Kids' Choice Award | Favorite Movie Actress                                           | Drive Me Crazy                                        | Đoạt giải | [ 47 ] |
| 2000 | Kids' Choice Award | Favorite Television Actress                                      | Sabrina, the Teenage Witch                            | Đề cử     |        |
| 2001 | Kids' Choice Award | Favorite Television Actress                                      | Sabrina, the Teenage Witch                            | Đề cử     |        |
| 2002 | Kids' Choice Award | Favorite Television Actress                                      | Sabrina, the Teenage Witch                            | Đề cử     |        |
| 2003 | Kids' Choice Award | Favorite Television Actress                                      | Sabrina, the Teenage Witch                            | Đề cử     |        |
| 2013 | Young Artist Award | Former Child Star Lifetime Achievement Award                     | Clarissa Explains It All & Sabrina, the Teenage Witch | Honored   | [ 49 ] |